# Championnat des îles Caïmans de football 2009-2010
Navigation
Saison précédente Saison suivante
La saison 2009-2010 du Championnat des îles Caïmans de football est la trente-et-unième édition de la première division aux Îles Caïmans, nommée CIFA National Premier League. Les huit formations de l'élite sont réunies au sein d'une poule unique où elles s'affrontent trois fois au cours de la saison. Le dernier du classement est relégué tandis que le 7e doit affronter le vice-champion de Division One en barrage de promotion-relégation. 
C'est le club de Scholars International qui remporte la compétition cette saison après avoir terminé en tête du classement final, avec six points d’avance sur un duo composé de Bodden Town FC, promu de deuxième division et du George Town SC. Il s’agit du septième titre de champion des îles Caïmans de l'histoire du club.
Le club de Roma FC, initialement relégué en deuxième division, est repêché, à la suite du retrait du Latinos FC, qui ne parvient pas à satisfaire aux exigences de la fédération pour valider son inscription en championnat.

## Qualifications continentales
Le champion des îles Caïmans se qualifie pour la phase de poules de la CFU Club Championship 2011.

## Les clubs participants
- Scholars International
- Roma FC
- Future SC
- Elite SC
- George Town SC
- Bodden Town FC - Promu de Division One
- Tigers FC
- Sunset FC

## Compétition
Le barème de points servant à établir le classement se décompose ainsi :
- Victoire : 3 points
- Match nul : 1 point
- Défaite : 0 point

### Classement
| Rang | Équipe                 | Pts | J  | G  | N | P  | Bp | Bc | Diff |
| ---- | ---------------------- | --- | -- | -- | - | -- | -- | -- | ---- |
| 1    | Scholars International | 40  | 21 | 12 | 4 | 5  | 52 | 30 | +22  |
| 2    | Bodden Town FCP        | 34  | 21 | 9  | 7 | 5  | 43 | 33 | +10  |
| 3    | George Town SCC        | 34  | 21 | 9  | 7 | 5  | 39 | 31 | +8   |
| 4    | Tigers FC              | 32  | 21 | 10 | 2 | 9  | 41 | 40 | +1   |
| 5    | Elite SCT              | 27  | 21 | 7  | 6 | 8  | 37 | 39 | -2   |
| 6    | Future SC              | 27  | 21 | 7  | 6 | 8  | 25 | 31 | -6   |
| 7    | Roma FC                | 20  | 21 | 6  | 2 | 13 | 25 | 43 | -18  |
| 8    | Sunset FC              | 18  | 21 | 4  | 6 | 11 | 22 | 37 | -15  |

|  | Champion des îles Caïmans 2009-2010                                                      |
|  | Qualification pour la CFU Club Championship 2011                                         |
|  | Participation au barrage de promotion-relégation                                         |
|  | Relégation en Division One                                                               |
|  | T : Tenant du titre C : Vainqueur de la Coupe des îles Caïmans P : Promu de Division One |

- Pour une raison indéterminée, c'est le vice-champion, Bodden Town FC, qui se qualifie pour la CFU Club Championship 2011 et non Scholars International, pourtant vainqueur du championnat.

### Résultats

#### Barrage de promotion-relégation
Le 7e de Premier League, Roma FC, rencontre le vice-champion de Division One, Academy FC, pour se disputer la dernière place pour le championnat de première division de la saison suivante.
| 1er mai 2010 | Roma FC                                                   | 3 - 2 ap | Academy FC (D2)     | George Town |  |
|              | Dwayne Wright 51e · Ronald Emanuel 67e · Marlon Dunk 106e |          | 3e, 65e Ariel Tatum |             |  |

- Les deux clubs se maintiennent au sein de leur championnat respectif.

## Bilan de la saison
| Championnat des îles Caïmans de football 2009-2010 |                                   |
| Champion                                           | Scholars International (7e titre) |
| Coupes et trophées                                 |                                   |
| Vainqueur de la Coupe des îles Caïmans 2009-2010   | George Town SC                    |
| Qualifications continentales                       |                                   |
| CFU Club Championship 2011                         | Bodden Town FC                    |
| Promotions et relégations                          |                                   |
| Promus en CIFA National Premier League             | East End United                   |
| Relégués en Division One                           | Sunset FC                         |